# 2018年國家聯盟外卡晉級賽
2018年國家聯盟外卡晉級賽（2018 National League Wild Card Game），是由東區、中區、西區等三區的冠軍以外的球隊進行排名，以勝率前兩名的球隊獲得外卡資格，兩隊將會進行1場比賽，獲勝的球隊可以晉級國家聯盟分區賽，其中兩隊以勝率較高的球隊獲得主場優勢，如果兩隊的勝率相同的時候，則以兩隊球季比賽獲得優勢的球隊擁有主場優勢。比賽於美國時間10月2日晚上8點開始。

## 背景
過去賭上分區冠軍的加賽，都是贏家封王晉級輸家提前放假的殊死戰；而在2007年的國聯，以及2013年的美聯，也都發生過一場以外卡為賭注的加賽，但是今年國聯競爭異常激烈，一口氣發生有2個分區要打加賽的狀況。
打完162場例行賽後，密爾瓦基釀酒人和芝加哥小熊以95W67L並列國聯中區第1和國聯第1，洛杉磯道奇和科羅拉多落磯則以91W71L並列國聯西區第1和西區第3，率先出爐的國聯東區冠軍亞特蘭大勇士則是以90W72L排名國聯第5。然而勇士以分區冠軍的身分排在第3種子，而國聯前4強必須要透過2場加賽來決定誰是分區冠軍誰要打外卡割喉戰，也有人戲稱這是場雙敗淘汰賽。
第1場加賽，賭注為國聯中區冠軍和國聯頭號種子，小熊以1：3不敵釀酒人，不過以國聯第2的戰績，保有國聯外卡戰的主場優勢；稍後爭奪國聯西區冠軍和國聯第2種子的第2場加賽，落磯以2：5落敗，必須趕到芝加哥和小熊展開「敗部復活賽」。
這場外卡戰獲勝的隊伍，就能晉級國聯分區賽，對手為國聯第1種子釀酒人。雙方在例行賽不但各取3勝，而且6戰總和都拿下33分，本戰之前也各打過1次外卡割喉戰。落磯上次賭上外卡的割喉戰為2007年對決聖地牙哥教士的外卡加賽，本戰派出17W7L，ERA2.85的凱爾·弗里蘭擔任先發；小熊則由18W6L，ERA3.32的「抗癌鬥士」喬恩·萊斯特把關。Jon Lester上次於外卡驟死賽先發在2014年美國聯盟外卡晉級賽代表奧克蘭運動家出賽，可惜球隊在延長賽遭到該年美聯冠軍堪薩斯皇家逆襲，以8：9落敗。
雙方纏鬥至13局分出勝負，是外卡驟死賽實施以來最長局數(原紀錄2014年美國聯盟外卡晉級賽12局)

## 比賽結果
瑞格利球場，伊利諾州，芝加哥
| 科羅拉多洛磯                                        | 1 | 0 | 0 | 0 | 0 | 0 | 0 | 0 | 0 | 0 | 0 | 0 | 1 | 2 | 11 | 1 |
| 芝加哥小熊                                          | 0 | 0 | 0 | 0 | 0 | 0 | 0 | 1 | 0 | 0 | 0 | 0 | 0 | 1 | 6  | 0 |
| 勝投： Scott Oberg (1–0) 敗投： 凱爾·漢崔克斯 (0–1) |   |   |   |   |   |   |   |   |   |   |   |   |   |   |    |   |

### 比賽經過
在這場投手大戰中，率先突破僵局的是洛磯。把握住1上Jon Lester不穩，Charlie Blackmon選到保送，DJ LeMahieu補上二壘安打，讓洛磯攻占二、三壘，接下來Nolan Arenado打出高飛犧牲打，洛磯先馳得點。
不過這支高飛犧牲打後，Jon Lester穩定了下來，一路壓制洛磯打線。直到6下小熊總教練喬·梅登選擇啟用伊恩·哈普代打他的打序，Jesse Chavez在7上接替投球。Jon Lester本場主投6局1保送失1分，送出9張老K。
6局下半，伊恩·哈普選到保送，克里斯·布萊恩打出右外野飛球，右外野手David Dahl跑過頭沒有接到，小熊1出局攻占一、二壘，但下一棒安東尼·瑞佐放槍打出雙殺打。
而洛磯推出的先發投手凱爾·弗里蘭，雖然只休息3天，又跟著落磯一起長征，他本場關鍵戰役的投球內容甚至略勝對手Jon Lester一籌。他主投6.2局1保送無失分，送出6張老K，退場時一壘有跑者。Adam Ottavino雖然一上來就上演劇場，先送出一次保送，又發生一次捕手妨礙打擊，讓小熊代打Tommy La Stella塞滿壘包，不過最後讓另一個代打傑森·海沃德吞下三振。
八局下半，安東尼·瑞佐在2出局後揮出一壘安打，小熊啟用代跑Terrence Gore，也順利靠著一雙飛毛腿盜上二壘，接著哈維爾·巴耶茲擊出中外野方向二壘安打，幫助小熊追平比數。洛磯把Wade Davis推出來凍結局面，雖然被Javier Baez盜上三壘，但隨即送出三振結束這個半局。
雙方就此打到延長賽，11上2出局一二壘有人，Kris Bryant處理滾地球的判斷已經很完美了，但落磯Gerardo Parra硬是用腳程擊敗他的短傳，只可惜下一棒的David Dahl打第1球被刺殺，落磯留下滿壘的殘壘。
落磯在8下2出局後失去的領先優勢，在13局上半靠著連續3支一壘安打討回來，Tony Wolters擊出帶有勝利打點的中外野穿越安打，送回在這個半局率先發難的崔佛·史托瑞；13局下半，上個半局發出1張老K的Scott Oberg繼續投，雖然差點砸中Terrence Gore，但隨後回復準心，單局送出3次三振。洛磯終場以2：1險勝小熊，得以搭上前往密爾瓦基的巴士，和釀酒人進行5戰3勝的分區季後賽。